# Baneux (Belgique)
Pour les articles homonymes, voir Baneux.
Ne doit pas être confondu avec Banneux.
Baneux est un hameau de la commune de Lierneux au sud de la province de Liège en Région wallonne (Belgique).
Avant la fusion des communes, Baneux faisait déjà partie de la commune de Lierneux.

## Situation et description
Baneux est un  hameau ardennais d'altitude (altitude entre 470 et 530 m) au sommet d'une côte en cul-de-sac. Il se trouve à 4 kilomètres à l'ouest du centre de Lierneux et avoisine le petit village de Jevigné situé plus au nord. 
Il est formé de quelques anciennes fermettes en pierre du pays et de constructions plus récentes de type pavillonnaire.
Au-dessus du hameau, à l'orée du bois, se trouve une table d'orientation (altitude 550 m).
Le sentier de grande randonnée 571 traverse le hameau.